# Saperda messageei
Saperda messageei är en skalbaggsart som beskrevs av Stefan von Breuning 1962. Saperda messageei ingår i släktet Saperda och familjen långhorningar.
Artens utbredningsområde är Laos. Inga underarter finns listade i Catalogue of Life.